# Arne Berg
Axel Arne Berg (Estocolmo, 3 de dezembro de 1909 — Estocolmo, 15 de fevereiro de 1997) foi um ciclista sueco que competiu nos Jogos Olímpicos de Verão de 1932 e 1936. Em 1932, terminou em vigésimo lugar na prova de estrada individual e conquistou a medalha de ouro no contrarrelógio por equipes, junto com Bernhard Britz e Sven Höglund. Quatro anos depois, em Berlim, terminou em décimo sexto lugar, também na estrada individual. A equipe sueca do contrarrelógio por equipes foi desclassificada, porque Berg foi o único finalizador sueco.
Após sua retirada das competições, Berg trabalhou como mecânico de motor.